# Christiane Pauli

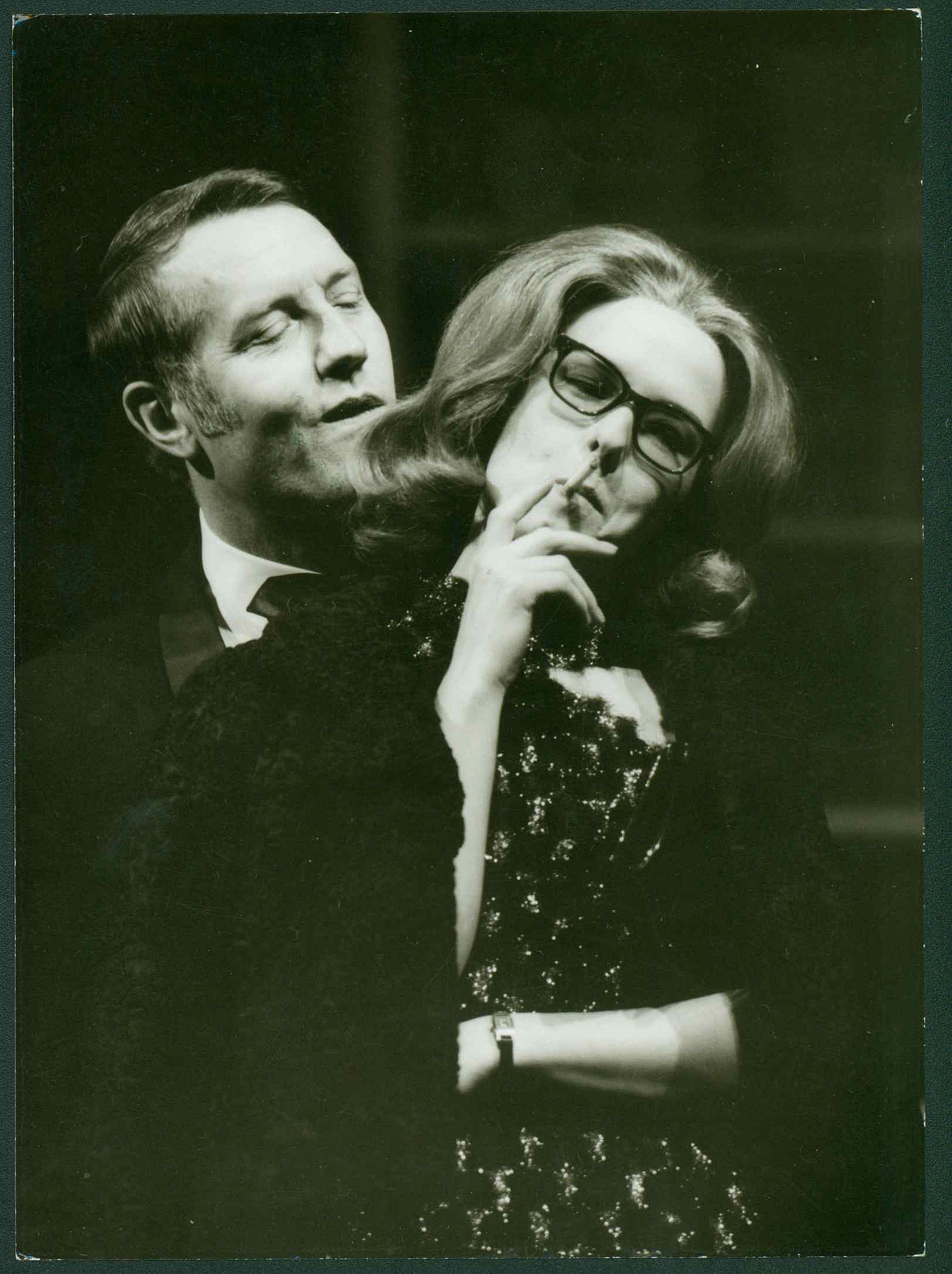
Christiane Pauli mit Kurt Müller-Graf in Biografie: Ein Spiel am Badischen Staatstheater Karlsruhe (Spielzeit 1967/68)

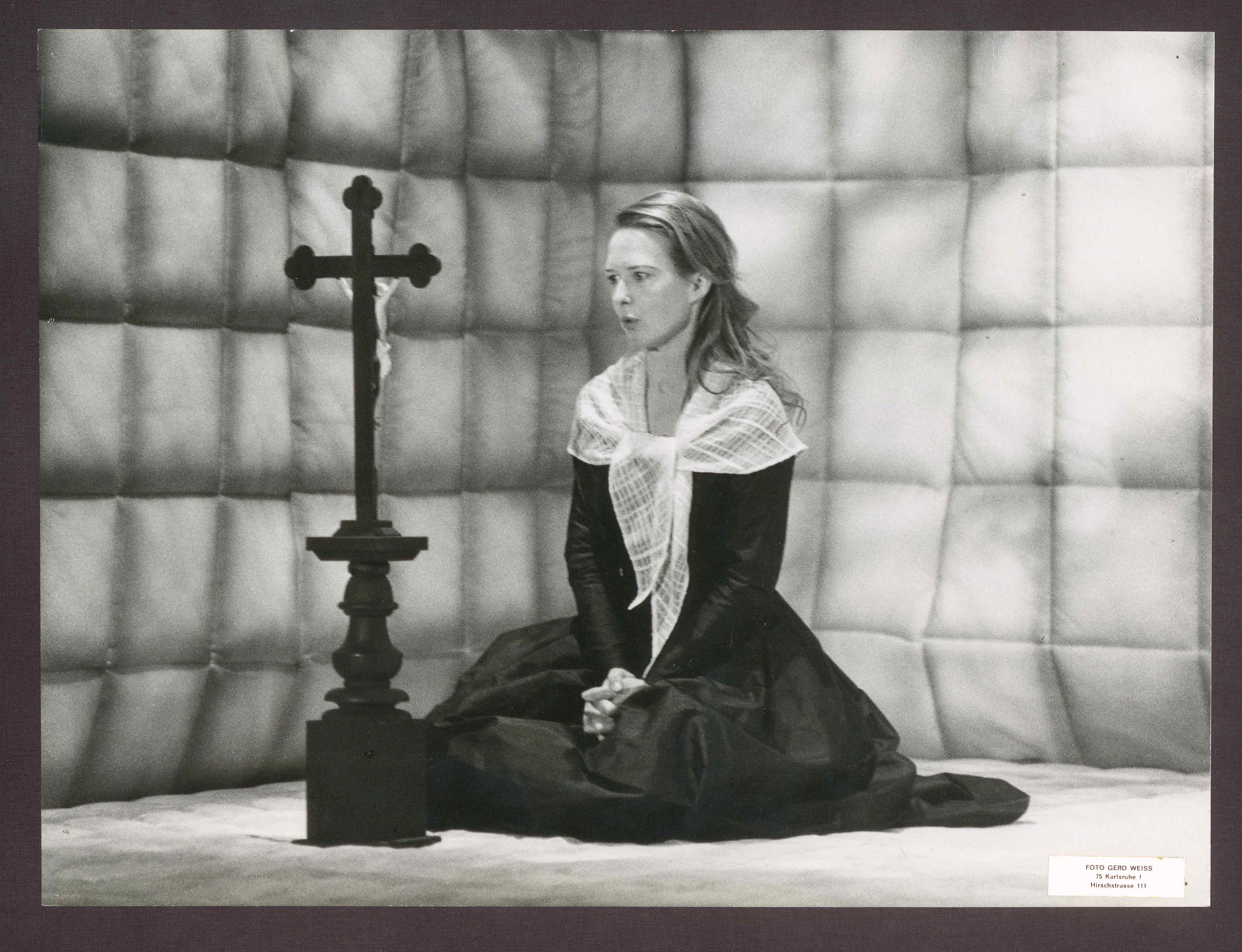
Pauli in Bremer Freiheit (Spielzeit 1974/75)

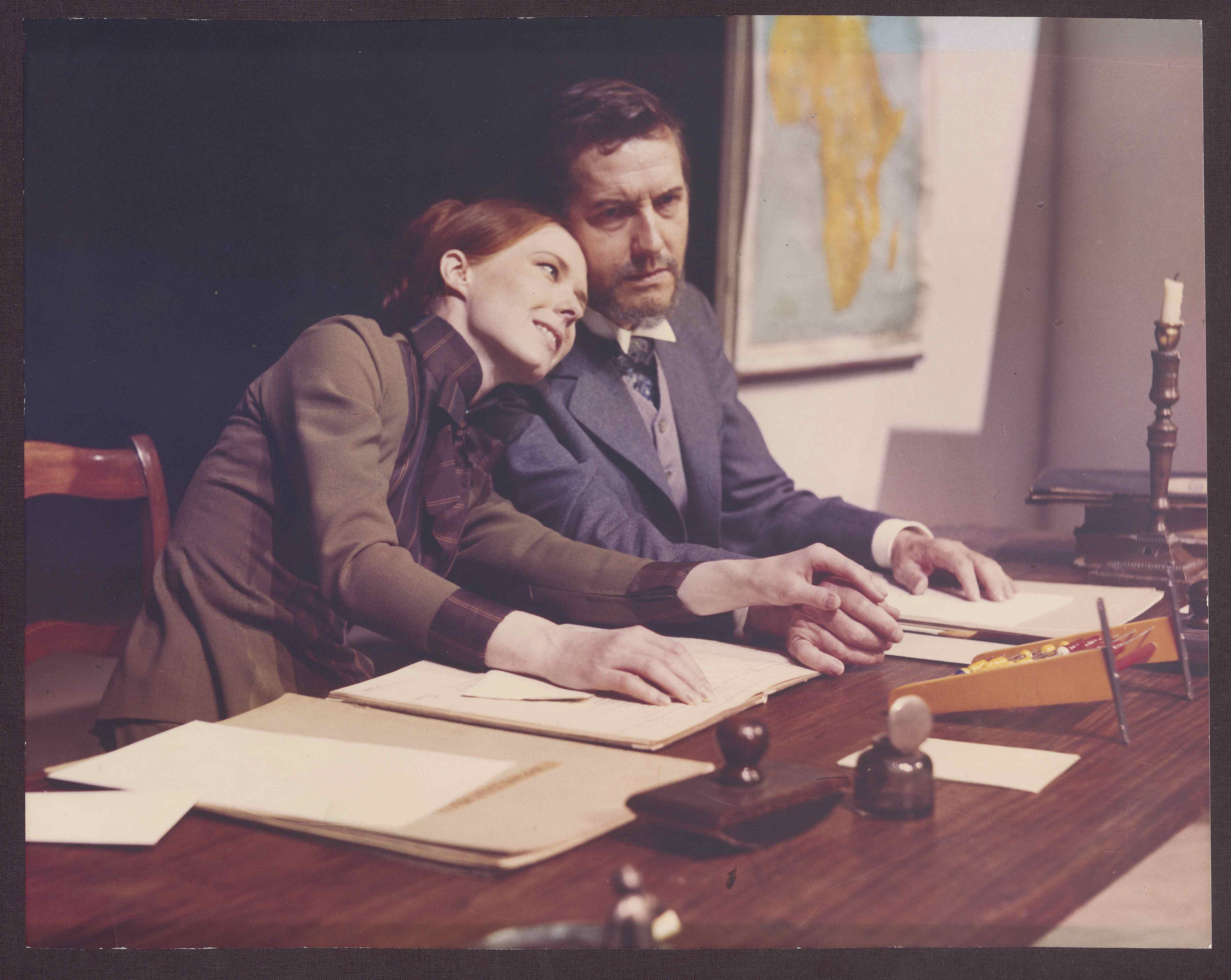
Pauli und Müller-Graf in Onkel Wanja (Spielzeit 1969/70)

Christiane Pauli (* unbekannt) ist eine deutsche Schauspielerin, die u. a. durch ihre Mitwirkung in der Fernsehserie Diese Drombuschs sowie einigen Tatort-Folgen Bekanntheit beim Fernsehpublikum erlangte.

## Leben und Karriere
Christiane Pauli begann ihre Bühnenlaufbahn als Theaterschauspielerin in der Spielzeit 1958/59 an der Freien Volksbühne Berlin, wo sie in dem Theaterstück Das Dunkel am Ende der Treppe von William Inge mitwirkte. In der Spielzeit 1959/60 war sie am Nordmark-Landestheater in Schleswig engagiert. Ab Beginn der Spielzeit 1960/61 folgten zwei Spielzeiten am Stadttheater Luzern. Mit Beginn der Spielzeit 1962/63 wechselte sie an die Städtischen Bühnen Oberhausen, wo sie, mit einer kurzen Unterbrechung, bis zum Ende der Spielzeit 1965/66 engagiert war. In der Spielzeit 1963/64 war sie als Zwischenstation an den Wuppertaler Bühnen verpflichtet.
Im Sommer 1964 und im Sommer 1965 wirkte Pauli bei den Luisenburg-Festspielen in Wunsiedel mit, wo sie die Helena in der Shakespeare-Komödie Ein Sommernachtstraum spielte. Von ihrer Mitwirkung existiert eine Fernsehaufzeichnung des ZDF aus dem Jahr 1964.
Ab der Spielzeit 1966/67 war sie als Bühnenschauspielerin am Badischen Staatstheater Karlsruhe neu engagiert. In der Spielzeit 1968/69 übernahm sie dort die Titelrolle in einer Neuinszenierung von Minna von Barnhelm. 1975 spielte sie dort die Donna Elvira in Molières Don Juan. Während ihres Engagements am Staatstheater Karlsruhe gastierte sie in der Saison 1967/68 am Luzerner Theater.
Mit der Spielzeit 1977/78 wechselte sie ans Staatstheater Darmstadt, wo sie Ende der 1970er Jahre u. a. neben Michael Mendl in einer Bühnenfassung des Romans Mysterien von Knut Hamsun spielte, bei der Lothar Trautmann inszenierte. 1977 wirkte sie am Staatstheater Darmstadt in der Bühnenproduktion „Die tollen Zwanziger: Kabarett-Revue aus dem Berlin zwischen 1918 und 1933“ mit, in der sie auch als Chansonsängerin auftrat. In der Spielzeit 1985/86 übernahm sie die Portia in einer Neuinszenierung von Shakespeare Tragikomödie Der Kaufmann von Venedig in einer Inszenierung von Jens Pesel. 1986 war sie die Hekabe in Maria Reinhardts Inszenierung der Troerinnen des Euripides. Im Mai 1990 wirkte sie am Staatstheater Darmstadt in der deutschsprachigen Erstaufführung des Schauspiels Vieux Carré von Tennessee Williams mit. Bis zum Ende der Spielzeit 1989/90 war Pauli festes Ensemblemitglied am Staatstheater Darmstadt.
In der Spielzeit 1990/91 war sie am Landestheater Salzburg engagiert. In der Spielzeit 1992/93 übernahm sie an der Oper Frankfurt die Sprechrolle der Chorführerin in der Oper Troades von Aribert Reimann. In der Spielzeit 1993/94 gastierte sie am Theater im Zimmer in Hamburg. Mehrfach gastierte sie auch bei den Freilichtspielen Schwäbisch Hall.
Als ihren ersten Filmauftritt führt die Filmdatenbank IMDb die Filmkomödie Majestät auf Abwegen aus dem Jahr 1958; Regie führte Robert A. Stemmle. Ab den 1970er Jahren war sie immer wieder im Fernsehen zu sehen. In dem Tatort-Krimi Gefährliche Wanzen (1974) spielte sie die kleine Rolle der Irene Hausmann. Sie musste den entflohenen Strafgefangenen Erwin Scholl (Claus Theo Gärtner) in ihrem Wagen mitnehmen. In dem Tatort-Krimi Rot – rot – tot (1978) hatte sie ebenfalls eine Nebenrolle. Sie war Frau Grote, die Inhaberin eines Frisiersalons und Chefin des ersten Opfers des Frauenmörders, der es auf Rothaarige abgesehen hat. In der Fernsehserie Die Leute vom Domplatz (1979/80) spielte sie Agnes, die Frau des Zimmermanns Joseph (Joost Siedhoff).
Von 1985 bis 1994 hatte sie eine durchgehende Seriennebenrolle in der ZDF-Erfolgsserie Diese Drombuschs. Sie verkörperte Claudia Reibold, die Mutter der Rollenfigur „Tina“ Reibold und spätere Schwiegermutter des Drombusch-Sohns „Chris“ Drombusch (Mick Werup). In ihrer Rolle vertrat sie in Familienangelegenheiten oft eine zu ihrem Film-Ehemann Herbert Reibold (Heinz-Gerhard Lück) abweichende Haltung und trennte sich sogar zeitweise von ihm.
Pauli war 1959 die deutsche Synchronsprecherin von Jo Morrow in dem Film April entdeckt die Männer (Originaltitel: Gidget). 1977 nahm sie im Aufnahmestudio des Hessischen Staatstheaters Wiesbaden das Chanson Der Spuk persönlich von Friedrich Hollaender auf. Die Aufnahme erschien 1978 auf Schallplatte und wurde später auf CD wiederveröffentlicht. 1978 übernahm sie beim SDR die Rollen Alma/Jennifer in dem Science-Fiction-Hörspiel Der Ring des Soth nach Motiven von Arthur Conan Doyle.
Christiane Pauli war die erste Ehefrau des Schweizer Schauspielers Klaus Wildbolz; die Ehe wurde bereits nach acht Monaten wieder geschieden.

## Filmografie (Auswahl)
- 1958: Majestät auf Abwegen
- 1964: Ein Sommernachtstraum (Theateraufzeichnung; Luisenburg-Festspiele)
- 1970: Merkwürdige Geschichten (Fernsehserie; Folge: Nicht von dieser Welt)
- 1974: Tatort: Gefährliche Wanzen
- 1976: Tatort: Augenzeuge
- 1978: Skyline (TV-Film, Regie: Volker Landsberg)
- 1978: Tatort: Rot – rot – tot
- 1980: Die Leute vom Domplatz  (Serienhauptrolle)
- 1981: Mutschmanns Reise (Komödie, Regie: Hanno Lunin)
- 1983: Datenpanne – das kann uns nie passieren (TV-Film, Deutschland/Österreich, Regie: Daniel Christoff)
- 1984: Nebenwirkungen (TV-Film)
- 1985–1994: Diese Drombuschs (Seriennebenrolle)